# Al Tuck
Al Tuck (né le 23 décembre 1966), est un compositeur de chansons et chanteur canadien de l'Île-du-Prince-Édouard. Durant sa carrière, il était surtout à Halifax, Nouvelle-Écosse.

## Biographie
Tuck est né à Summerside, Île-du-Prince-Édouard, le fils d'un caricaturiste éditorial et ecclésiastique anglican, Canon Robert Tuck. Al Tuck étudiât à l'Université de King's College à Halifax, Nouvelle-Écosse et a commencé à jouer dans les cafés et les bistrots du collège d'Halifax, soit en solo ou avec de différents groupes, surtout The Columbia Recording Artists et The Bluegrass Lawnmower.
Sa formation du trio 'Al Tuck and No Action' (avec des musiciens divers comme Tracy Stevens, Paul Mandell, Dave Marsh, Henri Sangalang, Matt Murphy, Charles Austin, Paul Mandell, Phil Harmonica, Harry Norris, Devon Henderson, Angus Parks, Lukas Pearse et Brock Caldwell) coïncidât avec la croissante attention à la scène musicale indépendante d'Halifax au début des années 1990. Ceci a aidé Tuck à un contrat d'enregistrement avec Murderecords, un label indépendant géré par Sloan, ainsi qu'une nomination pour un East Coast Music Award et une présence à Lollapalooza.
La chanson de Tuck "Buddah" est sur la bande sonore du documentaire sur Bob Dylan, Complete Unknown.
Tuck était déjà marié à la chanteuse Catherine MacLellan, fille du compositeur et chanteur de l'ÎPÉ Gene MacLellan. Ils ont une fille, Isabel.
Tuck sortît Food for the Moon en 2009. Dans une critique favorable, Magazine Now a écrit, "Tuck’s voice – thin, rough-hewn, distinct – reaches out intimately, and his songwriting never drops beneath top-shelf."
En 2010, Tuck fut la voix de Milkman Cat dans le dessin animé de Spike Jonze, Higglety-Pigglety Pop!.

## Discographie

### Arhoolie(1994) – Murderecords
1. "One Day the Warner"
2. "Bone of Contention"
3. "In My Dream"
4. "Your Place or Mine"
5. "Good & Ready"
6. "The Grey Aria"
7. "Doing My Time"
8. "Country Blues"
9. "Just Fine"
10. "Hand It to You"

### Brave Last Days(1994) – Murderecords
1. "Last Waltz at the El Strato"
2. "Buddah"
3. "Can I Count on You"
4. "M.. Fixit"
5. "Train of Thought"
6. "I Can't Pretend"
7. "Sign on the Window"
8. "Face Down on the Page"

### The New High Road of Song(2001) – Brobdingnagian
1. "Eliminate Ya"
2. "Killing Time"
3. "Not a Lot of Laughs"
4. "(Damn Near) Do Me Justice"
5. "Not I"
6. "Tips of My Fingers"
7. "When It Rains (Flora)"
8. "(Arise, Arise, Ye) Drowsy Sleeper"
9. "Bean's Blues"
10. Hurry (Soon It'll Be Too Late)"

### Live at the Rebecca Cohn(2002) – Independent
1. "Careless Love"
2. "Imaginary Friends"
3. "In the Days When the People Were Small and Few"
4. "Peach-Picking Time in Georgia"
5. "February's Snow"
6. "Five-O"
7. "As Soon as We Kiss"

### My Blues Away(2005) – Independent
1. "Falling for Catriona"
2. "February's Snow"
3. "She Quit Me in a Nice, Good Way"
4. "As Soon as We Kiss"
5. "Let Her Go, Let Her Go, God Bless Her"
6. "Evil Eye"
7. "That's How She Goes"
8. "On the Train"
9. "Brother from Another Mother"
10. "I Handed You a Line"
11. "Mona Lisa"
12. "Big O' Me"
13. "Sister Grace"
14. "Six Strings, Nine Lives"
15. "The Hour Meets the Man"

### Food for the Moon(2009) – Independent
1. "Every Red Road"
2. "Talk (or Hold Your Peace)"
3. "Tuck My Blues Away"
4. "Dunk River Deceit Blues"
5. "Food for the Moon"
6. "Snowbird"
7. "What Kind of Soul"
8. "Ready (as I'm Ever Going to Be)"
9. "Everyman"
10. "The Birds"
11. "Every Little Thing"
12. "Queen of the Isle"
13. "Free Me"

### All Time Favourites(2010 compilation) – Youth Club Records
1. "One Day the Warner"
2. "Good and Ready"
3. "Hand It to You"
4. "Count on You"
5. "Buddah"
6. "Face Down on the Page"
7. "When It Rains (Flora)"
8. "Bean's Blues"
9. "Eliminate Ya"
10. "Brother from Another Mother"
11. "That's How She Goes"
12. "Big O' Me"

### Under Your Shadow(2011) – New Scotland
1. "Slapping The Make On You"
2. "Saltwater Cowboy"
3. "None But Your Mother"
4. "No Need To Wonder"
5. "Every Day Winning"
6. "Hello, Prince Edward Island"
7. "Ducktown"
8. "Yawnsville"
9. "Wishing Well"
10. "Tomorrow"
11. "Under Your Shadow"
12. "O Come O Come Emmanuel"[7]